# Mine de sel de Soledar
La mine de sel de Soledar est une mine de sel située sous la ville éponyme, en Ukraine.

## Géographie
Du bassin du Donbass, elle est proche de la rivière Mokroy Plotva sur une strate du Permien.

## Histoire

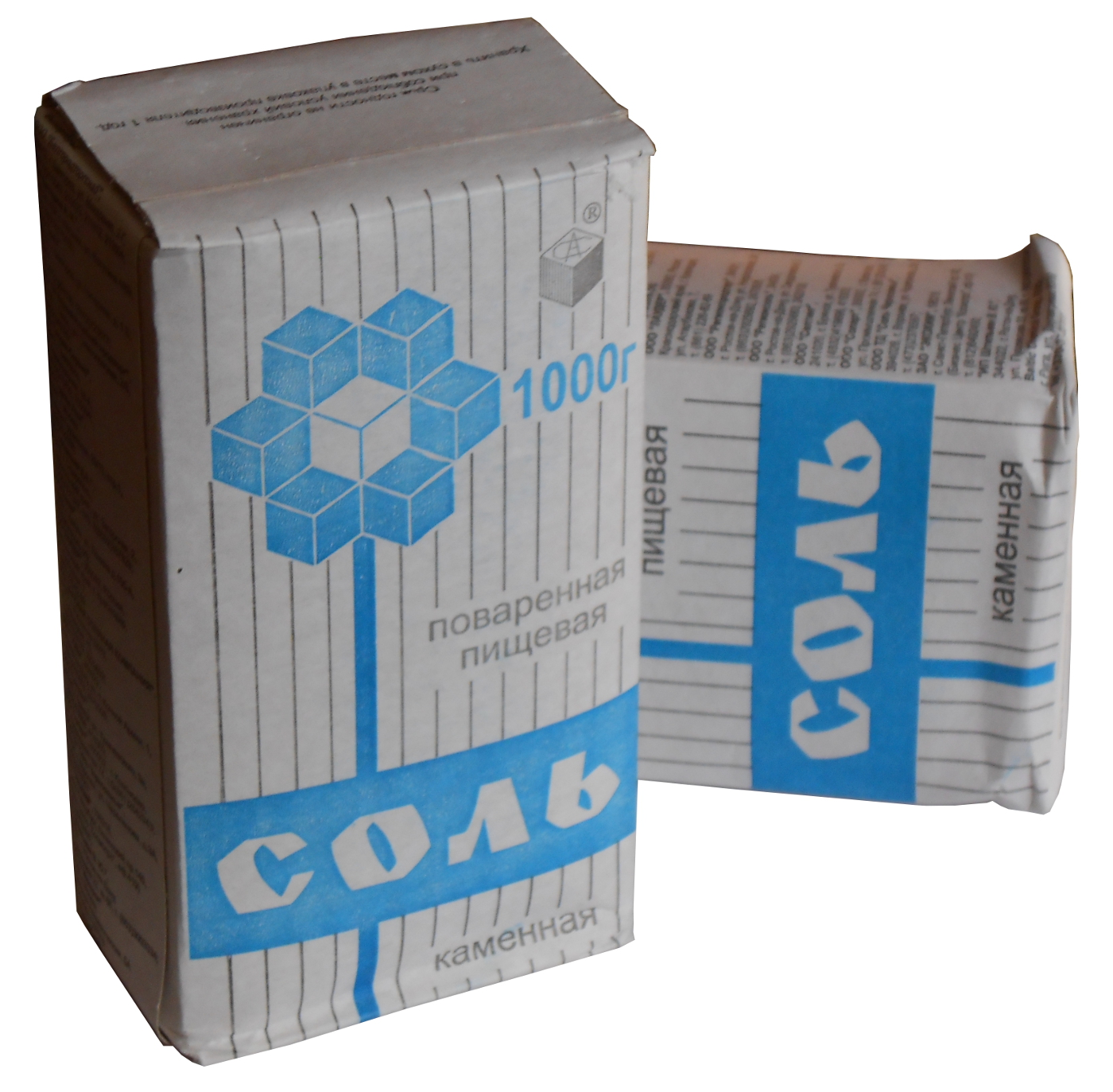
Paquet de sel de Soledar.

Connues depuis l'antiquité par les essors salés, elle est en exploitation depuis 1876. Son intérêt économique a été mis en évidence en 1870 par Alexandre Karpinski et N. D. Borysiak.
Elle est le lieu d'une intense bataille lors de l'invasion de l'Ukraine par la Russie de 2022.

## Exploitation minière

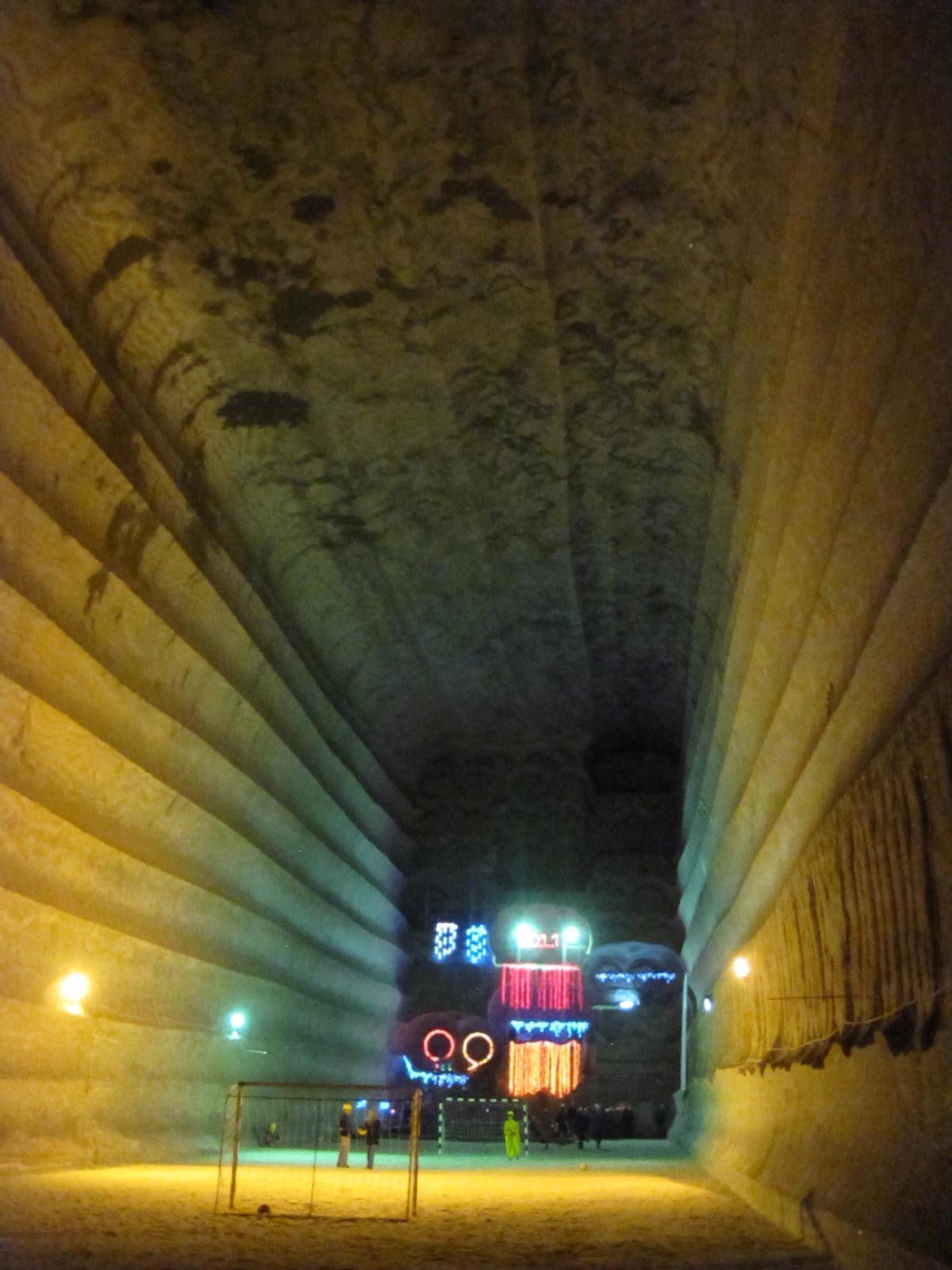
Hauteur d'exploitation.

Son exploitation débute par évaporation à partir de saumures, avant sa mise en exploitation, l'Empire russe
important du sel. Actuellement 1,5 million de tonnes de sel sont sorties par an. Elle se fait par des travées de cent mètres de hauteur et un réseau de plus de 210 kilomètres de longueur